# 変性
変性（へんせい、英語: denaturation）とは、性質が変化すること。特に異常に変化する場合を指すことがある。また、その変化した性質そのものを指す。

## 変性（生体高分子）
生体高分子の変性とは、ポリマーの二次構造が破壊されることを言い、核酸やタンパク質などの生体高分子は高次構造を失い変化することである。核酸やタンパク質の三次構造が壊れた状態はランダムコイルに近いが、このような、生体高分子の変性の結果である状態を変性した状態と呼ぶ。原因としては熱（高温、極度の低温や凍結）、酸・アルカリ、界面活性剤、有機溶媒や、変性剤と呼ばれる化学物質、あるいは圧力、超音波や攪拌などがある。
タンパク質は水素結合、疎水結合、イオン結合などにより高次構造（二次～四次構造）を保っているが、これらが破壊され特徴的な折りたたみ構造を失うと変性する。タンパク質変性剤には、水素結合を破壊する尿素やグアニジン塩、疎水結合を破壊するドデシル硫酸ナトリウムなどの界面活性剤がある。酵素は変性すると触媒作用を失い、その他のタンパク質も機能を失う。かつてはタンパク質の変性は不可逆と考えられていたが、多くのタンパク質では変性剤を徐々に取り除くなどの方法で正しい構造を取り戻すこと（再生）が可能である他、生体内にはシャペロンと呼ばれる折りたたみを助けるタンパク質が報告されている。（「タンパク質の熱力学的安定性」の項を参照）
タンパク質の変性は食品の加工にもよく用いられる。例えば肉や卵の加熱調理、豆腐やヨーグルトの凝固、ゼラチンの製造（コラーゲンを熱変性させて作る）などである。
核酸は、核酸塩基の間の水素結合により二次構造（DNAの二重らせん構造やRNAの特徴的な折りたたみ構造）を保っている。この水素結合が破壊されると変性が起き、DNAでは二重らせんが2本の一本鎖に分離する(DNAの巻き戻しを参照)。
変性は熱力学的に相転移の性質を示すことがある。特に核酸の熱による変性は、一定の温度（配列によって異なる）で急激に起きるため融解とも呼ばれ、逆に融解した核酸の温度を徐々に下げて復元させることを再生または再結合あるいはアニーリング（英語：annealing　金属加工の焼きなましの意）もしくは再アニーリングと呼ぶ。

## 変性（アルコール）
アルコールの変性とは、エタノールに飲用防止のためメタノールなどを混入する意味である。